# Senaculum
Un senaculum (au pluriel : senacula) est un espace, couvert ou à ciel ouvert, en usage durant la République romaine, où se réunissent les sénateurs jusqu'à ce que les magistrats qui les ont convoqués estiment qu'ils sont suffisamment nombreux pour que la réunion puisse débuter.
Quatre senacula sont mentionnés dans les textes antiques dans six références provenant de cinq auteurs différents : celui de la Curie Hostilia, celui du temple de Bellone, celui baptisé ad Portam Capenam et un dernier situé sur le Capitole. Ils sont tous directement associés avec un édifice dans lequel se réunit régulièrement le Sénat.

## Fonction
Lorsqu'un magistrat veut réunir le Sénat, il s'installe sur une chaise curule devant les portes de la Curie et envoie des hérauts (praecones) dans toute la ville pour annoncer la réunion imminente. Quand le quorum est atteint, c'est-à-dire quand le magistrat qui a convoqué les sénateurs estime qu'ils sont suffisamment nombreux, ces derniers entrent dans la Curie et prennent place. Contrairement à la curie, le senaculum n'est pas un lieu inauguré. Les échanges entre les sénateurs qui s'y rendaient devaient avoir un caractère non officiel, des discussions préliminaires aux débats qui se déroulent dans la curie, espace consacré (templum). D'après Valère Maxime, il est souvent inutile d'attendre que les sénateurs se rassemblent sur le senaculum étant donné qu'ils s'y retrouvent très souvent pour débattre des affaires de l'État,.

« Autrefois le Sénat se tenait en permanence dans le lieu qu'on nomme encore aujourd'hui Senaculum. Il n'attendait pas une convocation par édit, mais au premier appel il se rendait de là dans la salle des séances. »

— Valère Maxime (traduction de Constant, 1935), Factorum dictorumque memorabilium, II, 2, 6
Mais Valère Maxime semble exagérer cette tradition des sénateurs du début et du milieu de la République de se réunir sur le senaculum. Il est plus probable qu'il s'agissait en fait de sénateurs âgés qui ne pouvaient plus assumer un commandement militaire ou travailler chez eux. Se réunir dans cet espace devait leur permettre de faire valoir leur statut important et dans le cas du senaculum de la Curie Hostilia, d'assister aux jeux donnés sur l'esplanade en se plaçant dans cet endroit surélevé par rapport au reste du Forum.

## Localisation

### Senaculumde la Curie Hostilia
Le senaculum de la Curie Hostilia, le plus important, est situé sur les pentes du Capitole, à proximité de la Graecostasis sur le Comitium, devant le temple de la Concorde et la basilique Opimia (Senaculum supra Graecostasim, ubi aedis Concordiae et basilica Opimia), (voir le plan). Cet espace à ciel ouvert, qui ne porte aucune construction et dont seul le sol a été nivelé, disparaît lors de la reconstruction et l'agrandissement du temple de la Concorde sous Tibère.

### Senaculum ad Portam Capenam
On sait peu de chose de ce deuxième senaculum sinon qu'il est situé non loin de la Porte Capène, à l'extérieur de l'enceinte servienne. Il semble être lié au temple d'Honos et Virtus. Selon Tite-Live, il a servi au moins en 215 av. J.-C. lors de la deuxième guerre punique, peu après la bataille de Cannes. Étant situé en dehors des limites du pomœrium, les magistrats chargés d'un commandement militaire (cum imperio) peuvent s'y rendre afin de participer aux débats.

### Senaculumdu temple de Bellone
Un troisième senaculum (tertium senaculum) est situé à proximité du temple de Bellone (citra aedem Bellonae), sur le Champ de Mars. Il est utilisé lorsque le Sénat se réunit pour débattre de problèmes qui ne peuvent être réglés à l'intérieur du pomœrium, jusqu'à ce que la Curie de Pompée soit construite. D'après Festus, le Sénat y reçoit les ambassades étrangères.

### Senaculumdu Capitole
Ce quatrième senaculum n'est mentionné que par Tite-Live. Il devait servir lors des réunions annuelles du Sénat dans le temple de Jupiter Capitolin.